# Contea di Fondi
La contea di Fondi fu un'entità politica del Regno di Napoli, creata intorno al 1142 dai Normanni, che la concessero alla famiglia Dell'Aquila, di origine normanna. Passò quindi per matrimonio (1299) ai Caetani, che ne fecero per circa due secoli la capitale dei loro feudi napoletani e l'arricchirono di monumenti e opere d'arte di grande pregio artistico. Nel 1378 Onorato I Caetani (1336-1400) ospitò nel suo palazzo di Fondi il conclave che elesse l'antipapa Clemente VII, in opposizione al legittimo pontefice Urbano VI (Scisma d'Occidente).
Durante il periodo aragonese (1442-1503), la città attraversò un momento di prosperità economica e di splendore artistico, soprattutto ad opera del conte Onorato II (1441-1491), che le diede l'aspetto monumentale che ancor oggi la caratterizza, facendo ricostruire o ristrutturare numerosi edifici, come il palazzo Caetani, il castello e le chiese di San Domenico, San Francesco e Santa Maria Assunta. Nel 1461 Onorato tenne a Fondi una zecca nella quale si coniavano tornesi aragonesi (vedi Perfetto 2016).
All'inizio della dominazione spagnola, la contea di Fondi venne concessa in feudo ai Colonna, sotto i quali conobbe un rinnovato periodo di splendore artistico e culturale grazie alla ricchezza della corte di Giulia Gonzaga, che vi si stabilì dal 1526 al 1534 e dopo il dominio Gonzaga passò poi ai Carafa, all'estinzione di questi sul finire del XVII secolo la contea tornò nella disponibilità della Corona spagnola che la donò nel 1690 a Heinrich Franz von Mansfeld elevandola al rango di principato, poi venduto nel secolo XVIII ai Di Sangro che lo tennero fino all'eversione della feudalità.
Il saccheggio ad opera dei turchi, guidati nel 1534 da Khayr al-Din detto il Barbarossa, provocò il declino della città.

## Conti di Fondi
- 1142: Goffredo Dell'Aquila
- 1155: Riccardo Di Capua
- Riccardo da Saggio
- ?-1214: Riccardo III Dell'Aquila
- 1214-1232: Ruggero Dell'Aquila
- Riccardo IV Dell'Aquila (estinzione del ramo maschile della famiglia)
- 1299-1336: Roffredo (Loffredo) III Caetani, marito di Giovanna Dell'Aquila (figlia di Riccardo IV)
- 1336-1348: Nicola Caetani
- 1348-1400: Onorato I Caetani
- Giacomo II Caetani
- Cristoforo Caetani
- 1441-1491: Onorato II Caetani
- ?-1510: Onorato III Caetani
- 1510-1523: Prospero Colonna
- 1523-1528: Vespasiano Colonna
- 1528-1570: Isabella Colonna
- 1570-1591: Vespasiano I Gonzaga
- 1591-?: Antonio Carafa della Stadera
- 1637-1644: Anna Carafa della Stadera
- 1644-1689: Nicola María de Guzmán Carafa
- 1701-1715: Heinrich Franz von Mansfeld
- 1720-1770: Oderisio di Sangro
- 1770-1806: Vincenzo Di Sangro
- 1806: Fine della contea.